# سرخ‌پیتاها
سرخ‌پیتاها یا پیتاهای سرخ (نام علمی: Erythropitta) یک سرده از پیتاها است. اعضای این سرده بیشتر در جنوب شرق آسیا یافت می‌شوند، با یک گونه، پیتای پاپوآیی، که در شمال شرق استرالیا قرار دارد. این سرده در گذشته با سردهٔ بزرگ پیتاهای سبز (Pitta) ادغام شده بود، اما مطالعه در سال ۲۰۰۶ این خانواده را به سه سرده تقسیم کرد.